# Банный переулок (Санкт-Петербург)
Ба́нный переу́лок — переулок в Центральном районе Санкт-Петербурга. Проходит от набережной реки Фонтанки до Загородного проспекта.

## История
Переулок назывался Банным в 1840—1900-х годах. Название произошло от торговых бань Сивковой, располагавшихся тогда на углу с набережной Фонтанки. Позже переулок назывался Фрунзенским проездом, затем не имел названия до 31 января 2017 года.

## Транспорт
Движение общественного транспорта по переулку отсутствует.